# Jacqueline Wilson
Jacqueline Aitken, conocida como Jacqueline Wilson, (Bath, 17 de diciembre de 1945) es una escritora inglesa conocida por su trabajo diverso en literatura infantil. Sus novelas generalmente tratan temas controvertidos tales como la adopción, el divorcio y las enfermedades mentales. El hecho de que trate dichos asuntos ha causado cierta polémica, ya que sus lectores suelen ser jóvenes.
Jacqueline Wilson es una de las autoras más exitosas de Gran Bretaña. Según "The Big Read", una encuesta realizada en 2003 por la BBC, cuatro de sus libros aparecieron entre los 100 libros más populares en Gran Bretaña: Double Act, Girls In Love, Vicky Angel, y The Story of Tracy Beaker. En total, catorce de sus libros entraron en la lista de 200 más populares. En 2004, Wilson fue la autora con más libros prestados en las bibliotecas del Reino, una posición que mantuvo durante cuatro años hasta que fue sustituida por James Patterson en 2008. Escribió más de 100 libros.

## Biografía
Jacqueline Aitken nació en Bath, el 17 de diciembre de 1945. Su padre, Harry, era funcionario; mientras que su madre, Biddy, era ama de casa. Las discusiones entre sus padres y el posterior divorcio marcaron su infancia como poco feliz.
A los nueve años, escribió su primer "libro", "Meet the Maggots", que tenía 21 páginas. En la escuela Wilson recibió el apodo de Jacky Daydream, que luego usó como título de su autobiografía, que cuenta su vida como una niña en edad escolar primaria. 
Después de dejar la escuela a los 16 años, comenzó a formarse como secretaria, pero luego se postuló para trabajar con la editorial DC Thomson, con sede en Dundee, en una nueva revista para niñas, Jackie.

## Libros
Lista de las obras más conocidas de Jacqueline Wilson. 

### Ficción
- 2007 Lola Rose
- 2000 The illustrated Mum
- 2007 Vicky Angel
- 2007 Candyfloss
- 2008 My Sister Jodie
- 2003 Girls in Love
- 2007 Kiss
- 2008 Cookie
- 2007 The Suitcase Kid
- 2005 Love Lessons'
- 2006 The Story of Tracy Beaker
- 2005 Best Friends
- 2003 Midnight
- 2006 Double Act
- 2003 Secrets
- 1997  The Lottie proyect

### Autobiografías
- 2007, Jacky Daydream
- 2009, Mi Diario Secreto
- 2014, Daydreams y Diarios

## Premio
- 2018 ganó el premio de la paz